# Valparaíso Profundo
Valparaíso Profundo es un espacio cultural y patrimonial ubicado en el Cerro Concepción de la ciudad de Valparaíso, Chile. Comenzó sus actividades en el año 2017, funcionando actualmente como un café-teatro cuyo principal objetivo es el desarrollo de eventos artísticos, musicales, poéticos y teatrales. Posee una capacidad de aforo máximo de 50 personas.

## Historia
El lugar donde se encuentra actualmente emplazado Valparaíso Profundo está situado en el Pasaje Fisher 24 y 18 en Valparaíso, el cual desde el siglo XIX hasta mediados del siglo XX operó como baño público para mujeres, bajo el nombre de Baños del Almendro. Más adelante y hasta el año 2017, el lugar fue utilizado como bodega de materiales. Posteriormente, fue adquirido y administrado por la pareja conformada por Alejandra Jiménez y Ricardo Ogalde, y bajo la dirección de la empresa Dispositivo Cultural se modificó, restauró y equipó el espacio para desarrollarse como un café-teatro donde se vincula con actividades culturales y artísticas locales y regionales.
En el año 2020, bajo el financiamiento del Ministerio de las Culturas, las Artes y el Patrimonio, por medio del Programa de Apoyo a Organizaciones Culturales Colaboradoras, se impulsó el desarrollo de actividades y presentaciones bajo el ámbito híbrido con el uso de canales en línea.
Actualmente, el recinto cuenta con una sala de teatro con una capacidad de 50 personas, una cafetería, biblioteca, centro de artes visuales y zonas de servicio.

## Personal
Valparaíso Profundo es administrada principalmente por Alejandra Jiménez, actriz y gestora cultural; Ricardo Ogalde, arquitecto; Catalina Lauer, economista; y Ricardo Lobos, profesor y músico, junto con un grupo de funcionarios encargados de las labores y trabajos de la  cafetería y teatro.